# Cypricercus elegans
Espèce
Synonymes
Strandesia elegans Roessler, 1986
Cypricercus est un genre de crustacés de la classe des ostracodes, de la sous-classe des Podocopa, de l'ordre des Podocopida, du sous-ordre des Cypridocopina, de la famille des Cyprididae, de la sous-famille des Cypricercinae et de la tribu des Cypricercini.
Elle est trouvée en eau douce en Colombie.